# Cycle Scoot
Cycle Scoot is een Amerikaans merk van scooters.
De bedrijfsnaam was: Cycle Scoot Mfg. Co, New Jersey
Na het succes van de scooter in Europa, bracht dit merk uit New Jersey in 1953 ook scooters op de Amerikaanse markt. De machines hadden een 2½pk-viertaktmotor en kostten 169 dollar. Hoewel miniscooters en vooral vouwscooters (die door Amerikaanse parachutisten in de Tweede Wereldoorlog waren gebruikt) nog wel klanten vonden, sloeg de Cycle-Scoot niet aan en in 1955 werd de productie al beëindigd.